# غابرييل موفوكينغ
غابرييل موفوكينغ (بالإنجليزية: Gabriel Mofokeng)‏ هو لاعب كرة قدم جنوب أفريقي في مركز ظهير ‏، ولد في 9 فبراير 1982 في بريتوريا في جنوب أفريقيا. لعب مع أياكس أمستردام وأياكس كيب تاون وشباب أياكس.

## وصلات خارجية
- غابرييل موفوكينغ على موقع IMDb (الإنجليزية)